# 이와다테촌
이와다테촌(岩館村)은 아키타현 야마모토군에 있던 촌이다. 현재의 핫포정 북쪽 끝, 고노 선 이와타테 역 주변에 해당한다.

## 역사
- 1889년 4월 1일 - 정촌제 시행에 의해 근세이후의 이와다테촌이 단독으로 자치체를 형성하였다.
- 1954년 3월 1일 - 하치모리촌과 합병해 하치모리정이 성립하였다. 동일 하치모리촌은 폐지되었다.

## 교통

### 철도
- 일본국유철도 고노선

### 도로
- 국도 101호선